# Amt Haddeby
Amt Haddeby er et amt i det nordlige Tyskland, beliggende i den sydlige del af Kreis Slesvig-Flensborg. Kreis Slesvig-Flensborg ligger i den nordlige del af delstaten Slesvig-Holsten, og amtets administration er beliggende i byen Bustrup. Amt Haddeby har sit navn fra Hedeby.

## Kommuner i amtet
1. Borgvedel (ty. Borgwedel)
2. Bustrup (Busdorf)
3. Dannevirke (Dannewerk)
4. Fartorp (Fahrdorf)
5. Geltorp (Geltorf)
6. Jagel
7. Lottorp (Lottorf)
8. Selk